# Thyene punjabensis
Thyene punjabensis är en spindelart som först beskrevs av Benoy Krishna Tikader 1974.  Thyene punjabensis ingår i släktet Thyene och familjen hoppspindlar. Inga underarter finns listade i Catalogue of Life.